# Mantidactylus paidroa
Mantidactylus paidroa es una especie de anfibio anuro de la familia Mantellidae.

## Distribución geográfica
Esta especie es endémica de Madagascar. Solo se encuentra en el parque nacional Ranomafana.

## Descripción
Las 2 muestras de machos adultos observados en la descripción original miden de 22.0 mm a 22.3 mm de longitud estándar y la muestra de la hembra adulta observada en la descripción original mide 27.0 mm de longitud estándar.

## Etimología
El nombre específico paidroa proviene del malgache paika, notas de música y roa, doble, con referencia a la canción típica de esta especie.

## Publicación original
- Bora, Ramilijaona, Raminosoa & Vences, 2011 : A new species of Mantidactylus (subgenus Chonomantis) from Ranomafana National Park, eastern Madagascar (Amphibia, Anura, Mantellidae). Zootaxa, n.º 2772, p. 52-60